# Cheile Dopca
Cheile Dopca (monument al naturii) este o arie protejată de interes național ce corespunde categoriei a III-a IUCN (rezervație naturală tip geologic și geomorfologic) situată în județul Brașov, pe teritoriul administrativ al comunei Hoghiz.

## Localizare
Aria naturală se află în Depresiunea Hoghizului (în zona de interferență a bazinului transilvan cu Munții Perșani, lângă Pădurea Bogății), în partea nord-estică a județului Brașov și cea sud-estică a satului Dopca, în imediata apropiere a drumului național DN13 care leagă Brașovul de orașul Sighișoara.

## Descriere
Rezervația naturală cu o suprafață de 4 hectare, a fost declarată arie protejată prin Legea Nr.5 din 6 martie 2000, publicată în Monitorul Oficial al României, Nr.152 din 12 aprilie 2000, privind aprobarea Planului de amenajare a teritoriului național - Secțiunea a III-a - zone protejate.
Aria naturală se întinde de-a lungul rețelelor hidrografice a râurilor Valea Mare, Râul Valea Iadului,  și Râul Hildașul și reprezintă un arel cu o importanță geologică, geomorfologică, floristică,  forestieră și peisagistică deosebită, cu sectoare de cheiuri abrupte (stâncării cu trene de grohotișuri), alternând cu sectoare mai puțin abrupte acoperite cu păduri de fag, carpen sau gorun și pajiști, în zonele unde valea se lărgește.